# Sun Dan
Sun Dan (孙丹S, Sūn DānP; Liaoning, 4 settembre 1986) è una ginnasta cinese, vincitrice della medaglia d'argento nel concorso a squadre di ginnastica ritmica alle olimpiadi di Pechino.

## Palmarès
- Giochi olimpici estivi

Pechino 2008: argento nel concorso a squadre